# Mogordom
Mogordom (ou Mogardem) est une localité du Cameroun située dans l'arrondissement de Meri, le département du Diamaré et la région de l’Extrême-Nord. Elle fait partie du canton de Mambang.

## Population
En 1974, la localité comptait 80 habitants, des Moufou.
Lors du recensement de 2005, on y a dénombré 248 personnes, soit 111 hommes (44,76 %) pour 137 femmes (55,24 %).